# Pangio (zoologia)
Pangio Blyth, 1860 è un genere di pesci d'acqua dolce appartenente alla famiglia Cobitidae.

## Distribuzione e habitat
Queste specie sono diffuse in Asia, precisamente nelle acque dolci del Sudest asiatico (Thailandia, Brunei, Borneo, Sumatra, Malaysia): prevalentemente nei bacini di Mekong e Chao Phraya. Particolare il caso delle Isole della Sonda, dove sono state catalogate ben 16 specie di Pangio.

## Descrizione
I pesci del genere Pangio hanno un corpo sottile e allungato, anguilliforme, compresso ai fianchi, con pinne molto piccole, arrotondate, bocca rivolta verso il basso e provvista di corti barbigli. La livrea varia secondo la specie. 

La lunghezza massima varia secondo la specie, dai 3 cm di Pangio incognito ai 12 cm di Pangio kuhlii.

## Riproduzione
Come le altre specie della famiglia Cobitidae, sono pesci ovipari.

## Acquariofilia
Alcune specie (Pangio kuhlii, P. oblonga, P. anguillaris, P. myersi) sono diffuse in commercio per l'allevamento in acquario.

## Specie
Al genere Pangio appartengono 34 specie:
- Pangio agma
- Pangio alcoides
- Pangio alternans
- Pangio ammophila
- Pangio anguillaris
- Pangio apoda
- Pangio atactos
- Pangio bashai
- Pangio bitaimac
- Pangio borneensis
- Pangio cuneovirgata
- Pangio doriae
- Pangio elongata
- Pangio filinaris
- Pangio fusca
- Pangio goaensis
- Pangio incognito
- Pangio kuhlii
- Pangio lidi
- Pangio longimanus
- Pangio longipinnis
- Pangio lumbriciformis
- Pangio malayana
- Pangio mariarum
- Pangio muraeniformis
- Pangio myersi
- Pangio oblonga
- Pangio pangia
- Pangio piperata
- Pangio pulla
- Pangio robiginosa
- Pangio semicincta
- Pangio shelfordii
- Pangio signicauda
- Pangio superba